# Константин VIII
Константин VIII (греч. Κωνσταντίνος Η΄; 960 — 15 ноября 1028) — византийский император (как соправитель различных императоров — с детства, фактически — в 1025—1028 годах). Сын Романа II и Феофано, младший брат Василия II Болгаробойцы, после бездетной кончины которого стал единовластным василевсом. Последний мужчина в Македонской династии.

## Биография
Правление Василия II Болгаробойцы оставило выдающийся след в истории, отметившись как правительственными реформами, так и серией успешных войн. Он умер бездетным 15 декабря 1025 года, и новым императором под именем Константина VIII стал его брат и 65-летний вдовец Константин. В течение своего длительного срока в качестве соправителя он довольствовался привилегиями императорского статуса, не занимаясь государственными делами. Единоличное правление принципиально не изменило это желание «провести свою жизнь, погрязая в экстравагантных удовольствиях».
Во время правления Константина VIII беспримерное расточительство средств государства сочеталось с резким усилением налогового гнёта. Налоговый гнет увеличился, так как, во-первых, император приказал взыскать налоги за все предыдущие неурожайные годы в полном объёме, и, во-вторых, возросли поборы и с городского населения. Это привело к восстаниям. В 1026 году восстали жители Навпакта. Стратиг города, притеснявший население при взыскании налогов, был убит, а его имущество разграблено. Началось возмущение и среди военной элиты. Возникли заговоры Никифора Комнина и представителей рода Фок.
Византийская аристократия находилась под строгим контролем Василия II. Для сравнения, они считали Константина «лишенным какого-либо подобия моральных устоев» и постоянно работали над тем, чтобы добиться от него уступок. Неквалифицированные люди получили высшие государственные посты, а земельные законы Василия были отменены под давлением малоазийской аристократии. Константин отметился импульсивной жестокостью: осужденные по подозрению в заговоре и неподобающем поведении представители элиты подвергались пыткам или были приговорены к ослеплению. Репрессии обрушились прежде всего на потомков Варды Фоки и Варды Склира.
Начало упадка Византийской империи было связано с восшествием на престол Константина. Его правление описывалось историками как «абсолютная катастрофа», «распад системы» и причина «краха военной мощи Империи».
Он правил менее трех лет до своей смерти, 11 или 12 ноября 1028 года (источники спорят вокруг даты смерти). Не имея наследника мужского пола, Константин на смертном одре назначил своим преемником дуку Антиохии Константина Далессина, семья которого одна из немногих была непоколебимо верна Македонской династии. Аристократ был вызван из своих поместий в феме Армениакон с намерением ради подтверждения положения преемника женить его на дочери императора Зое. Прежде чем Далассен завершил свое путешествие в Константинополь, ситуация изменилась. Советники императора предпочли Романа Аргира, который мог стать более управляемым правителем. Характерно, что Константин согласился с этим предпочтением. Роман был назван новым наследником и был вынужден развестись с женой и жениться на Зое. Свадьба состоялась 12 ноября, а четыре дня спустя Роман был коронован.

## Семья
Константин в юные годы женился на Елене Алипине, от которой имел трёх дочерей: монахиню Евдокию, императрицу Зою и императрицу Феодору.

## Образ в кино
- «Сага древних булгар. Лествица Владимира Красное Солнышко» (2004) — Россия, реж. Булат Мансуров. В роли брата Анны Константина VIII — Василий Лановой.